# Wag-Aero Wag-a-Bond
Le Wag-Aero Wag-a-Bond est un monoplan biplace léger à aile haute en kit, fait de tubes d'acier et de tissu. Il s'agit d'une réplique à construire soi-même de l'avion à train d'atterrissage classique Piper Vagabond,,,.

## Conception et développement
Le Wag-a-Bond a été la seconde réplique à construire soi-même d'un avion Piper proposée par le fournisseur de pièces détachées américain Wag-Aero (en). Il a été créé pour proposer un produit à sièges côte-à-côte, à la suite du succès de l'avion à sièges en tandem Wag-Aero CUBy, lui-même étant une réplique à construire soi-même d'un avion Piper, le Cub.
Le Wag-a-Bond était initialement une réplique du Piper Vagabond. La version Traveler est également basé sur cet appareil, mais incorpore plusieurs modifications, proposant la possibilité d'installer des moteurs plus gros, de 108 à 115 ch (81 à 86 kW), et un espace de chargement pour du matériel de camping. Le Traveler possède des portières des deux côtés de la cabine et deux réservoirs de carburant dans les ailes, avec un petit réservoir à l'avant du fuselage. Les ailes sont les mêmes que celles du Wag-Aero Acro Trainer et sont construites avec des longerons en épicéa, des nervures en bois et recouvertes de panneaux en alliage d'aluminium 2024 (en),. Le Wag-a-Bond est désormais commercialisé sous le nom de Wag-a-Bond « Classic ».
Le président de la compagnie Wag-Aero, Dick Wagner, fit voler le Wag-a-Bond pour la première fois le 9 juin 1978.

## Versions
- Wag-a-Bond « Classic » : Première version produite, reproduction du Piper PA-17 Vagabond. Les puissances moteur recommandées varient entre 65 et 100 ch (47,8 à 73,5 kW)[3]. ;
- Wag-a-Bond « Traveler » : Version améliorée, dotée de deux portières, de réservoirs d'ailes additionnels et d'un compartimenet à bagages agrandi. Les puissances moteur recommandées varient entre 108 et 115 ch (81 à 86 kW)[3].

## Spécifications techniques (Wag-a-Bond Classic)

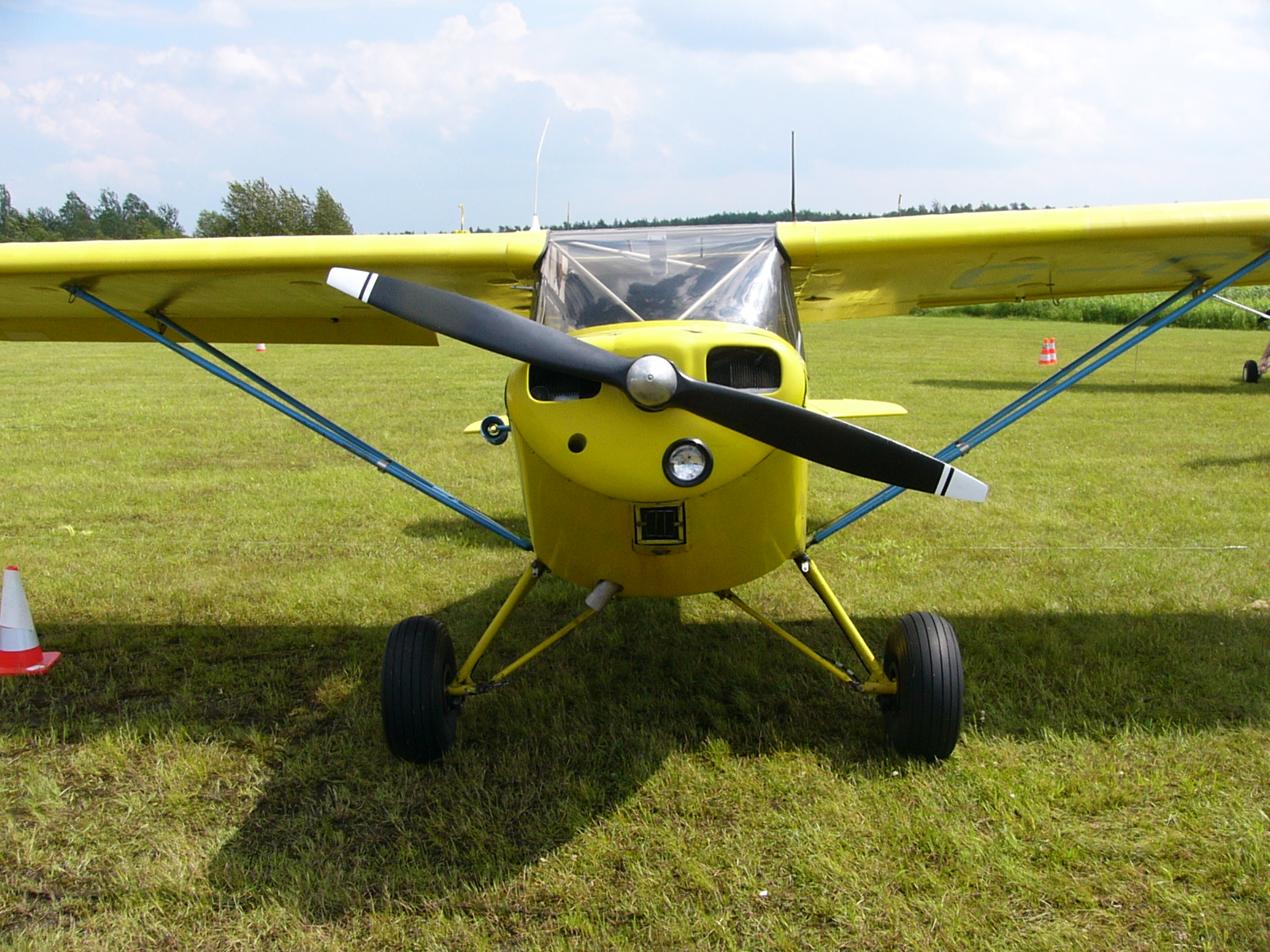
Wag-A-Bond.

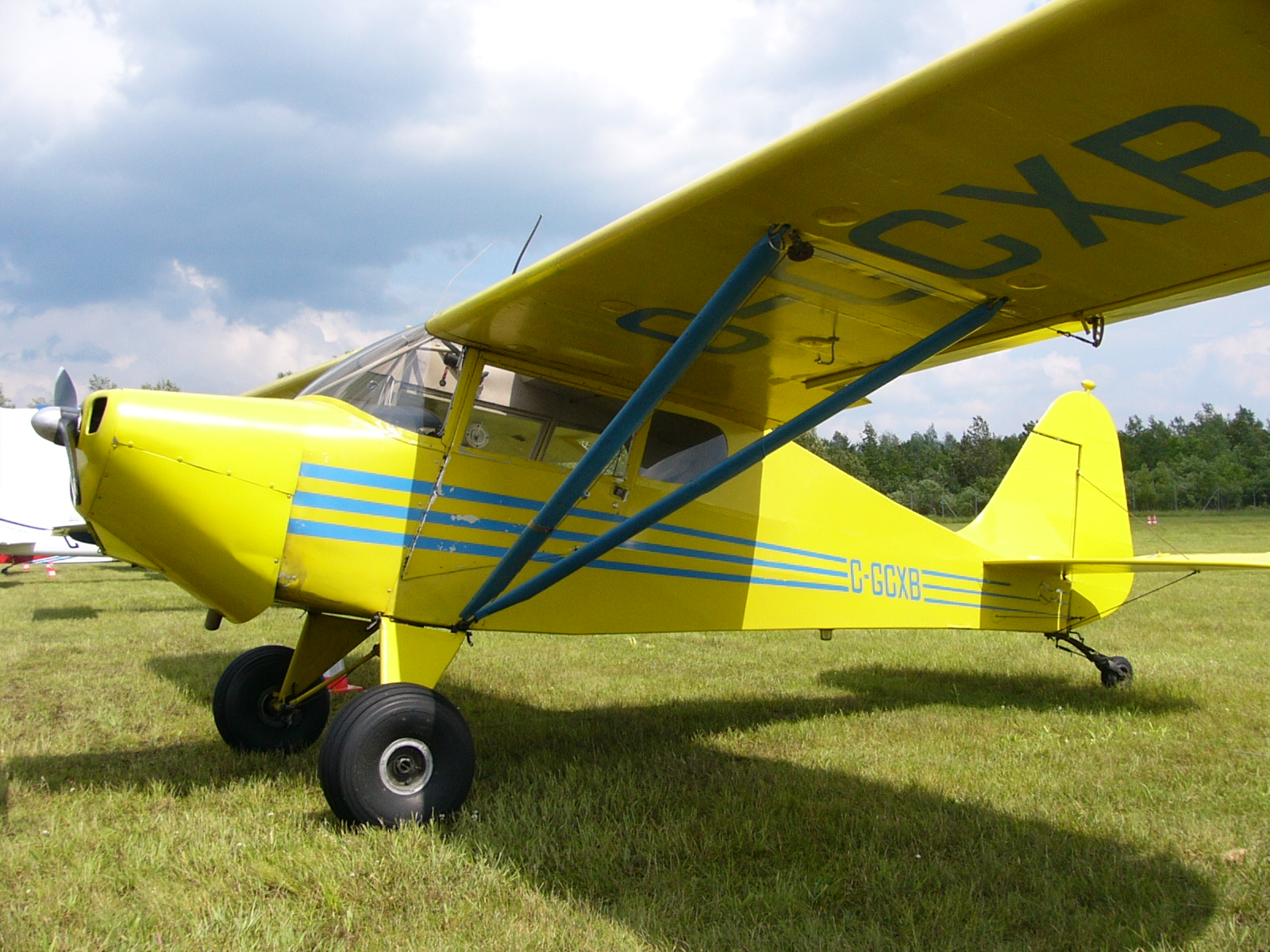
Wag-A-Bond.

Données de site internet du constructeur de l'appareil.
Caractéristiques générales
- Équipage : 1 pilote
- Capacité : 1 passager
- Longueur : 5,7 m
- Envergure : 8,92 m
- Hauteur : 1,8 m
- Surface alaire : 13,70 m2
- Masse à vide : 318 kg
- Masse typique : 567 kg
- Charge utile : 18 kg
- Masse maximale au décollage : 748 kg
- Moteur :   1 moteur de 65 à 100 ch (47,8 à 73,5 kW) de     chacun
- Carburant : 45,4 litres

 Performances 
- Vitesse maximale : 169 km/h
- Vitesse de croisière : 153 km/h
- Vitesse de décrochage : 72 km/h
- Vitesse ascensionnelle : 190,8 m/min
- Charge alaire : 23,21 kg/m2

### Articles
- (en) Richard Vandermeullen, « 2011 Kit Aircraft Buyer's Guide », Kitplanes, Belvoir Publications, vol. 28, no 12,‎ décembre 2011, p. 76 (ISSN 0891-1851).
- (en) Robby Bayerl, Martin Berkemeier et al., « World Directory of Leisure Aviation 2011–12 », World Directory of Leisure Aviation, Lancaster, Royaume-Uni, WDLA UK,‎ 2011 (ISSN 1368-485X).